# Sankt Lukas Stiftelsen
Diakonissehuset Sankt Lukas Stiftelsen er en over hundrede år gammel dansk diakonissestiftelse, der på et folkekirkeligt grundlag har påtaget sig opgaver i forhold til at yde hjælp til og omsorg for mennesker, der er udsatte eller befinder sig i svære livssituationer. Stiftelsen har lokaler på Bernstorffsvej 20 i Hellerup. 
Sankt Lukas Stiftelsen etablerede i 1992 Danmarks første hospice for voksne, Sankt Lukas Hospice, og udvidede med et udgående hospiceteam, der tager sig af patienter i eget hjem i 1997. I 2015 åbnede Stiftelsen Danmarks første hospice til børn og unge, Lukashuset. Desuden driver Stiftelsen den integrerede daginstitution Lundegård, et specialkrisecenter for kvinder, et refugium og en kirke. I 2017 åbnede Sankt Lukas Stiftelsen et ny kristent bo- og levefællesskab, Lukas Fællesskabet, som en moderne videreførelse af det oprindelige søsterfællesskab.
Tidligere har Sankt Lukas Stiftelsen også drevet plejehjemmet Lindely, som i oktober 2024 blev overtaget af Gentofte Kommune.

## Historien
Sankt Lukas Stiftelsen blev stiftet som søsterfællesskab af adelsfrøken Isabelle Brockenhuus-Løwenhielm og pastor Vilhelm Kold fra 8. maj 1900. Isabelle Brockenhuus-Løvenhielm ville gøre en forskel for fattige arbejderbørn. Isabelle indrettede arbejdsstuer i en lille lejlighed i Elmegade på Nørrebro, hvor børnene fik almen undervisning og løn for at sy, reparere og stoppe. Med årene kom der flere arbejdsgrene bl.a. en klinik for 13 patienter og en sygeplejeskole.
Rammerne på Nørrebro blev med tiden for snævre og i 1932 flyttede Stiftelsen til den tidligere Lundegaards jorder i Hellerup, hvor den stadig ligger i et stort bygningskompleks tegnet af arkitekterne Valdemar Birkmand og Aage Rafn, i det nuværende Helleruplund Sogn. Der er også en kirke, Sankt Lukas Stiftelsens Kirke i anlægget, ligeledes tegnet af Valdemar Birkmand. I Blistrup Sogn ligger Smidstrup Strandkirke som en del af stiftelsens refugium dér.
I 1950 var op til 350 søstre tilknyttet fællesskabet. Med tiden er antallet af søstre blev færre. Hvilket også er baggrunden af, at Sankt Lukas Stiftelsen i 2014 fik en ny ledelsesform og ansatte en direktør, men organisationen arbejder stadig på det samme diakonale grundlag.